# 1448-as busz
Az 1448-as jelzésű autóbuszvonal távolsági autóbuszjárat Salgótarján és Debrecen között, melyet a Volánbusz Zrt. lát el.

## Közlekedése
A járat Salgótarjánt és Debrecent köti össze a Mátrán, Hortobágyon keresztül. Menetideje 3 óra 59 perc. A járat megáll kisebb községek, települések megállóhelyein, autóbusz-várótermeinél, központjában is.
A hetek első iskolai előadási napját megelőző munkaszüneti napon egy Salgótarján - Debrecen viszonylatú járat szállítja az utasokat.

## Megállóhelyei
| 0  | Salgótarján, autóbusz-állomás végállomás    | 1, 2A, 2T, 3C, 5, 6, 7, 7A, 7B, 7C, 8, 9, 11, 11A, 11B, 11Y, 13, 14, 19, 27A, 36, 46, 58, 63, 63S 1010, 1012, 1020, 1021, 1301, 1302, 1305, 1347, 1349, 1351, 1352, 1354, 1384, 1447 3015, 3022, 3024, 3030, 3034, 3044, 3045, 3051, 3052, 3055, 3056, 3058, 3060, 3061, 3062, 3064, 3065, 3066, 3067, 3070, 3072, 3075, 3080, 3081, 3082, 3084, 3090, 3092, 3093, 3094 személyvonat |
| 1  | Salgótarján (Zagyvapálfalva), felüljáró     | 9, 13, 19, 63, 63S 1010, 1012, 1020, 1021, 1301, 1302, 1305, 1347, 1349, 1351, 1354, 1384, 1447 3045, 3051, 3052, 3055, 3056, 3058, 3060, 3061, 3062, 3064, 3065, 3066, 3067, 3070, 3072, 3075, 3080, 3081, 3082 |
| 2  | Bátonyterenye (Kisterenye), ózdi útelágazás | 3, 3A, 3C, 11A 1020, 1021, 1301, 1302, 1305, 1347, 1349, 1351, 1354, 1384, 1447 3046, 3051, 3052, 3055, 3056, 3058, 3060, 3061, 3062, 3064, 3065, 3066, 3067, 3108, 3153, 3154, 3156, 3166 |
| 3  | Bátonyterenye (Kisterenye), posta           | 3, 3A 1021, 1301, 1302, 1305, 1347, 1351, 1384, 1447 3046, 3051, 3052, 3055, 3056, 3058, 3060, 3061, 3062, 3065, 3066, 3067, 3108, 3153, 3154, 3156, 3166 |
| 3  | Bátonyterenye (Kisterenye), vásártér        | 3, 3A 1305, 1347, 1351, 1384, 1447 3046, 3051, 3052, 3055, 3056, 3058, 3060, 3061, 3062, 3065, 3066, 3067, 3108, 3153, 3154, 3156, 3166 |
| 4  | Nemti, vegyesbolt                           | 1031, 1034, 1347, 1349, 1351, 1354, 1384, 1447 3051, 3052, 3056, 3136, 3153, 3154, 3156 |
| 5  | Mátraterenye, (Nádújfalu), faluszéle        | 1031, 1034, 1347, 1349, 1351, 1352, 1354, 1384, 1447 3034, 3056, 3136, 3156 |
| 6  | Mátraballa, Fő út 83.                       | 1352, 1354, 1447 3034, 3474, 3492, 3494 |
| 7  | Mátraderecske, Piactér                      | 1352, 1354, 1447 3034, 3474, 3492, 3494 |
| 8  | Recsk, mátraderecskei elágazás              | 1046, 1352, 1354, 1447 3034, 3470, 3471, 3472, 3474, 3491, 3492, 3494, 3565, 3566, 3604, 3656 |
| 9  | Recsk, kőbánya bejárati út                  | 1046, 1352, 1354, 1447 3470, 3471, 3472, 3474, 3491, 3604 |
| 10 | Sirok, Nyírjes út (lakótelepi átjáró)       | 1046, 1352, 1354, 1447 3462, 3470, 3471, 3472, 3473, 3474, 3476, 3482, 3490, 3491, 3604 |
| 11 | Sirok, Központ                              | 1046, 1352, 134, 1447 3462, 3463, 3470, 3471, 3472, 3473, 3474, 3476, 3482, 3490, 3491, 3604, 3656 |
| 12 | Egerbakta, autóbusz-váróterem               | 1347, 1349, 1351, 1352, 1354, 1447 3470, 3471, 3472, 3473, 3474, 3476, 3479, 3480, 3482, 3483, 3484, 3488, 3604 |
| 13 | Eger, Baktai út                             | 1347, 1349, 1351, 1352, 1354, 1447 3454, 3470, 3471, 3472, 3474, 3476, 3479, 3480, 3482, 3483, 3484 |
| 14 | Eger, autóbusz-állomás                      | 2, 2A, 4, 5, 5A, 6, 7, 7A, 11, 12, 14, 16, 17, 914 1049, 1050, 1051, 1052, 1053, 1054, 1343, 1344, 1346, 1347, 1348, 1349, 1351, 1352, 1354, 1362, 1380, 1383, 1426, 1427, 1428, 1447, 1466, 1468, 1517 3400, 3402, 3403, 3404, 3405, 3406, 3408, 3409, 3410, 3411, 3412, 3414, 3415, 3416, 3417, 3418, 3419, 3420, 3423, 3424, 3426, 3430, 3431, 3432, 3433, 3434, 3435, 3436, 3440, 3441, 3442, 3443, 3444, 3445, 3446, 3448, 3450, 3455, 3456, 3457, 3458, 3462, 3469, 3470, 3471, 3472, 3473, 3474, 3476, 3479, 3480, 3481, 3482, 3483, 3484, 3488, 3604, 3660, 3667, 4012, 4014, 4015, 4018, 4021, 4157 |
| 15 | Eger, Hadnagy utca                          | 2, 2A, 3, 3A, 4, 5, 5A, 6, 16, 914 1343, 1344, 1346, 1380, 1426, 1427, 1428, 1447, 1468 3405, 3406, 3419, 3420, 3424, 3426, 3431, 3435, 4014, 4015, 4018, 4021 |
| 16 | Eger, ZF Hungária Kft.                      | 4, 5, 12 1343, 1344, 1346, 1380, 1426, 1427, 1428, 1447, 1468 3405, 3424, 3426, 3431, 3435, 4014, 4015, 4018, 4021 |
| 17 | Eger, Kistályai út                          | 1344, 1380, 1426, 1427, 1428, 1447, 1468 3405, 3414, 3423, 3424, 3426, 3431, 3435, 3436, 4014, 4015, 4018, 4021, 4157 |
| 18 | Andornaktálya, iskola                       | 1343, 1344, 1346, 1380, 1426, 1427, 1428, 1447, 1468 3405, 3414, 3423, 3424, 3426, 3431, 3435, 3436, 4014, 4015, 4018, 4021, 4157 |
| 19 | Andornaktálya, Szociális otthon             | 1343, 1344, 1346, 1380, 1426, 1427, 1428, 1447, 1468 3405, 3414, 3423, 3424, 3426, 3431, 3435, 3436, 4014, 4015, 4018, 4021, 4157 |
| 20 | Mezőkövesd, Váci Mihály utca                | 1050, 1344, 1380, 1426, 1427, 1428, 1447, 1468 3406, 3419, 4015, 4018, 4021, 4157 |
| 21 | Mezőkövesd, autóbusz-állomás                | 1050, 1344, 1375, 1376, 1377, 1380, 1426, 1427, 1428, 1447, 1468 3406, 3416, 3418, 3419, 3749, 4001, 4006, 4007, 4008, 4009, 4010, 4013, 4014, 4015, 4016, 4017, 4018, 4019, 4021, 4023, 4026, 4030, 4157 |
| 22 | Egerlövő, autóbusz-váróterem                | 1344, 1375, 1377, 1447, 1468 4010 |
| 23 | Borsodivánka, autóbusz-váróterem            | 1344, 1375, 1377, 1447, 1468 4010 |
| 24 | Poroszló, Vasútállomás bejárati út          | 1344, 1447, 1468 3431, 3432 személy, Tisza-tó sebesvonat |
| 25 | Poroszló, Posta                             | 1344, 1375, 1377, 1447, 1468 3431, 3432 |
| 26 | Poroszló, Ökocentrum                        | 1068, 1343, 1344, 1375, 1377, 1447, 1468 3431, 3562 |
| 27 | Tiszafüred, autóbusz-állomás                | 1 1068, 1069, 1075, 1301, 1343, 1344, 1375, 1377, 1447, 1468, 1516 3431, 3561, 3562, 4487, 4608, 4609, 4613, 4614, 4701, 4702, 4753, 4755, 4757, 4760 személyvonat, Tisza-tó sebesvonat |
| 28 | Debrecen, METRO Áruház                      | 21, 33, 33E, 42 1343, 1447, 1450 4450, 4451, 4452, 4453 |
| 29 | Debrecen, Balmazújvárosi út                 | 21, 33 1447 4450, 4451, 4452, 4453 |
| 30 | Debrecen, Böszörményi út                    | 15, 15Y, 21, 24, 24Y, 33, 35E, 36E, A1 1301, 1343, 1344, 1447, 1450 4450, 4451, 4452, 4453, 4459, 4460, 4461, 4463, 4464, 4466 |
| 31 | Debrecen, Hortobágy utca                    | 15, 15Y, 34, 35, 35Y, 36 1343, 1372, 1374, 1410, 1446, 1447, 1450 4450, 4451, 4452, 4453, 4459, 4460, 4461, 4463, 4464, 4466 |
| 32 | Debrecen, autóbusz-állomás végállomás       | 10, 10A, 10Y, 19, 25, 25Y, 34, 35, 35Y, 36, 41, 41Y, 45, 46, 46E, 46EY, 46H, 46Y, 49Y, 125, 125Y, 146 3, 3A, 4, 5, 5A 1060, 1301, 1343, 1344, 1372, 1373, 1374, 1410, 1411, 1432, 1440, 1441, 1443, 1446, 1447, 1449, 1450 4225, 4304, 4323, 4324, 4400, 4401, 4402, 4403, 4405, 4406, 4407, 4408, 4410, 4412, 4413, 4414, 4416, 4420, 4421, 4422, 4423, 4430, 4431, 4432, 4433, 4434, 4438, 4440, 4445, 4446, 4447, 4450, 4451, 4452, 4453, 4459, 4460, 4461, 4463, 4464, 4466, 4475, 4477, 4502, 4506, 4512, 4521                                                                                          |